# Приезда II
Приезда II (сербохорв. Prijezda II / Пријезда II; 1233/1242 — 1290) — бан Боснийского баната.
Приезда II был старшим сыном бана Приезды I. В детстве он содержался заложником у доминиканцев, чтобы обеспечить лояльность отца, в своё время перешедшего из католицизма в учение богомилов, но затем вновь ставшего католиком. После того, как его отец, став баном Боснии, принялся искоренять учение богомилов, сын был в 1253 году возвращён в семью.
В 1287 году Приезда I передал власть над Боснией сыновьям. Приезда II стал править территорией между реками Дрина и Босна, то есть западной Боснией, а восточная досталась его брату Степану. После смерти Приезды II в 1290 году в связи с тем, что он не имел наследников, Степан стал баном всей Боснии.